# Demanda hicksiana
La Demanda hicksiana (coneguda també com a demanda compensada de Hicks), en el marc de la teoria del consumidor, representa les variacions en la quantitat demandada d'un bé quan varia el preu del mateix, ajustant-se l'ingrés o renda nominal del consumidor amb la finalitat que la utilitat (o corba d'indiferència) es mantingui constant en la mateixa posició del preu inicial, val a dir, a diferència de la proposició marshalliana, que Hicks assumeix que l'ingrés o renda real ha de romandre constant, existint per tant un canvi en la relació de preus dels béns ex ante que tenia el consumidor.
La demanda de Hicks és la demanda d'un consumidor sobre un conjunt de béns que minimitza la seva despesa alhora que ofereix un nivell fix d'utilitat. És en realitat una funció, que es coneix com la funció de demanda de Hicks o funció de demanda compensada. La funció obté el seu nom de John Hicks.
{\displaystyle h(p,{\bar {u}})=\arg \min _{x}\sum _{i}p_{i}x_{i}}
{\displaystyle {\rm {tal\ que}}\ \ u(x)\geq {\bar {u}}}

## Relació amb altres funcions
Les funcions de demanda de Hicks sovint són convenients per a la manipulació matemàtica, ja que no requereixen que l'ingrés o la riquesa del consumidor siguin representades. A més, la funció a minimitzar és lineal a {\displaystyle x_{i}}, de manera que el problema d'optimització se simplifica. No obstant això, la demanda marshalliana en la forma del {\displaystyle x(p,w)} que descriu la quantitat demandada donat p i un ingrés w són més fàcils d'observar directament.
{\displaystyle h(p,u)=x(p,e(p,u)),\ }
{\displaystyle h(p,v(p,w))=x(p,w),\ }
La funció de demanda de Hicks està íntimament relacionada amb la funció de despesa. Si la funció d'utilitat del consumidor {\displaystyle u(x)} és no-satisfeta localment i estrictament convexa, llavors pel lema de Shephard, és cert que {\displaystyle h(p,u)=\nabla _{p}e(p,u).}

## La demanda hicksiana i els canvis de preus compensats
Les corbes de demanda marshalliana amb pendent descendent mostren l'efecte dels canvis en els preus sobre la quantitat demandada. A mesura que apuja el preu d'un bé, presumiblement la quantitat del bé demandat disminuirà, mantenint la riquesa i altres preus constants. Tot i això, aquest preu canvia degut tant a l'efecte d'ingrés com a l'efecte de substitució. L'efecte de substitució és un canvi de preu que altera el pendent de la restricció pressupostària però deixa el consumidor a la mateixa corba d'indiferència (és a dir, al mateix nivell d'utilitat). Per aquest efecte, el consumidor es postula per substituir el bé que esdevé comparativament menys costós. Si el bé en qüestió és un bé normal, aleshores l'efecte ingrés de l'augment en el poder adquisitiu a partir d'una caiguda del preu reforça l'efecte de substitució. Si el bé és un bé inferior, l'efecte d'ingrés compensarà en algun grau l'efecte de substitució.
La funció de demanda hicksiana també té pendent descendent, però aïlla l'efecte de substitució en suposar que el consumidor rep una compensació prou exacta per comprar un paquet a la mateixa corba d'indiferència. La demanda hicksiana il·lustra la nova cistella de consum del consumidor després del canvi de preu, alhora que rep una compensació que permet al consumidor estar tan feliç com abans (per mantenir-se al mateix nivell d'utilitat). Si la funció de demanda de Hicks és “més pronunciada” que la demanda de Marshall, el bé és un bé normal; altrament, el bé és inferior.